# Ali Hassan Kuban
Ali Hassan Kuban (* 1933 (1929?) in Gotha bei Assuan, Ägypten; † 2001 in Kairo; arabisch علي حسن أحمد كوبان, DMG ʿAlī Ḥasan Aḥmad Kūbān) war ein nubischer Sänger, Komponist und Bandleader.

## Leben
Er wurde in Gotha in Ägypten, einem kleinen Dorf in Zentralnubien in der Nähe von Assuan, geboren. Er begann seine musikalische Karriere wie viele andere Jungen der Region als Sänger auf den Booten, die den Nil bei Assuan überquerten. 1942 zog er mit seinen Eltern nach Kairo und wurde Mitglied der Nubian Boys Scouts. Dort lernte er zahlreiche Instrumente spielen, u. a. die Klarinette und den Girba – eine lokale Variante des Dudelsacks. Seine Lehre machte er bei einem Schneider. Die nubische Gemeinschaft im ägyptischen Exil im Stadtviertel Abdeen bot zahlreiche Möglichkeiten für sein musikalisches Engagement. 1949 arbeitete er als Klarinettist in Aida an der Oper von Kairo. Zusätzlich arbeitete er in einer traditionellen nubischen Band in den Klubs von Kairo, Alexandria und Assuan.
Prägend war für ihn der Auftritt einer Jazzband mit Musikern schwarzer Hautfarbe aus Harlem in Kairos Gezira Sporting Club. Ebenso wie die Hautfarbe ihn mit diesen Musikern verband, sollte es auch seine Musik tun. Er übersetzte nubische Liedtexte ins Arabische, um sie einem breiteren Publikum zugänglich zu machen. Nachdem er eine Zeit lang in traditionellen nubischen Gruppen und Hochzeitsbands gespielt hatte, gründete Kuban seine erste eigene achtköpfige Gruppe. Diese besaß als erste regionale Band überhaupt neben den traditionellen Instrumenten auch eine Bläsersektion. Ausgehend von den Rhythmen und pentatonischen Gesängen Nubiens – der Kaf-Musik – übernahm die Band auch neue Elemente von außerhalb, wie beispielsweise die E-Gitarre, kubanische Rhythmen und die Musik James Browns (Funk- und Jerkrhythmen).
1964 wurden durch den Bau des Assuan-Staudammes 100.000 Nubier vertrieben, die auch im Exil nubische Musik hören wollten. Für Kubans Band gab es genug Arbeit. Kuban wurde schnell sehr bekannt und zur kulturellen Ikone Nubiens in Ägypten. Er spielte auf Hochzeitsfesten und trat bei religiösen Festspielen auf, verkaufte Millionen von Kassetten. Das Album „From Nubia to Cairo“ enthält Originalaufnahmen, die bis dahin nur auf Kassette erhältlich waren. Sein Büro in Abdeen wurde zum kulturellen Zentrum der Nubier aus Ägypten und dem Sudan. Zahlreiche Musiker waren hier zu finden, die sich je nach Bedarf und Anlass in verschiedenen Formationen zusammentaten. Kuban selbst trat oft mehrmals in einer Nacht an verschiedenen Orten auf.
Mit zunehmender Bekanntheit über Nubien hinaus wurde er auch zu größeren Auftritten eingeladen. Er spielte beispielsweise auf der Hochzeit des ehemaligen ägyptischen Präsidenten Sadat. Sein erster internationaler Auftritt fand 1989 auf dem Berliner Heimatklänge-Festival statt. In den 90er Jahren machte Kuban verschiedene Aufnahmen für den internationalen Markt und ging auf internationale Konzertreisen. Bekannt als „Captain“ oder „Godfather“ nubischer Musik spielte er mit bis zu sieben verschiedenen Bands und beschäftigte bis zu 60 Musiker. Man sagte, dass keine nubische Hochzeitsparty ohne seinen Auftritt vollständig wäre. In den Orchestern dominieren die Perkussion, das Akkordeon und das Saxophon.
Ali Hassan Kuban starb im Juni 2001 in Kairo kurz nach Erscheinen seines letzten Albums „Real Nubian“ auf Piranha Records.

## Diskographie
- From Nubia to Cairo
- Walk like a Nubian, 1992, Nummer 1 der Jahreswertung der europäischen World Music Charts
- Nubian Magic, 1997
- Real Nubian, 2001